# Вальдлайнинген
Вальдлайнинген (нем. Waldleiningen) — община в Германии, в земле Рейнланд-Пфальц. 
Входит в состав района Кайзерслаутерн. Подчиняется управлению Хокспайер.  Население составляет 408 человек (на 31 декабря 2010 года). Занимает площадь 26,67 км².